# Ademilton Pereira
Ademilton Maia Pereira, más conocido como Dema (Salvador de Bahía, Brasil, 7 de junio de 1961), es un exfutbolista brasileño. Jugaba de defensa central, también lo hacía como lateral derecho y jugó en diversos equipos de Brasil y Chile. Poco años después de su retiro como jugador, el sitio chileno Pelotudos.cl realizó una lista de los 37 jugadores brasileños, que jugaron en la Primera División de Chile, durante los últimos 20 años y Dema quedó ubicado en el puesto 29 de esa lista, debido a que formó parte del plantel de Rangers, que descendió de categoría en el Torneo Chileno de 1994.

## Carrera
Dema debutó profesionalmente en el modesto Galícia en 1980, luego de pasar por las inferiores de ese club. Dema jugó en ese  club hasta fines de 1983. Después en 1984, pasó finalmente al Vitória, donde estuvo hasta fines de 1993. Luego en 1994, Dema tuvo su única experiencia fuera de Brasil y fue en Rangers de la Primera División de Chile, donde jugó por 2 años y en 1995, precisamente en el equipo chileno, Dema puso fin a su carrera como futbolista profesional.

## Clubes
| Club    | País   | Año       |
| ------- | ------ | --------- |
| Galícia | Brasil | 1980-1983 |
| Vitória | Brasil | 1984-1993 |
| Rangers | Chile  | 1994-1995 |